# Boris Petrovich Kornilov
Boris Petrovich Kornilov (tiếng Nga: Бори́с Петро́вич Корни́лов, 29 tháng 7 năm 1907 – 21 tháng 2 năm 1938) – nhà thơ Nga Xô Viết, tác giả của bài thơ nổi tiếng Bài ca gặp gỡ (Песня о встречном - The Song of the Meeting). 

## Tiểu sử
Boris Kornilov sinh ở làng Pokrovskoye, huyện Semyonov, tỉnh Nizhny Novgorod. Bố mẹ là những giáo viên trường làng. Năm 1922 lên thị trấn Semyonov làm thơ và tham gia tích cực vào công tác Đội và Đoàn Côm-sô-môn. Những bài thơ đầu tiên in ở báo tường và sau đó là báo huyện rồi báo tỉnh. Năm 1925 Boris Kornilov viết đơn lên huyện đoàn đề nghị xin đi học "ở một trường báo chí hoặc trường viết văn nào đấy". Kết quả là cuối năm 1925 được cử đi học ở Leningrad. Boris Kornilov hy vọng sẽ được gặp và đọc thơ mình cho Sergei Yesenin nghe nhưng điều này đã không thành hiện thực – khi Kornilov đến Leningrad thì Esenin đã không còn.
Kornilov tham gia nhóm Смена và được thừa nhận là một trong những nhà thơ trẻ tài năng nhất của nước Nga. Năm 1926 làm đám cưới với Olga Fyodorovna Berggolts (cũng là một thành viên của nhóm này). Cuộc hôn nhân này không được lâu nhưng nó là nguồn cảm hứng của một số bài thơ nổi tiếng của Olga Berggolts, từng được dịch ra tiếng Việt và được bạn đọc Việt Nam yêu thích. Có thể là do bạn đọc Việt Nam thương cảm cho số phận nghiệt ngã của những nhà thơ tài hoa mà bạc mệnh của nước Nga. Olga Berggolts có ba đời chồng nhưng có thể nói những bài thơ viết về Boris Kornilov, hoặc qua người khác nhưng nhắc tới Boris Kornilov là những tình cảm chân thành và xúc động nhất.
Năm 1928 Kornilov in tập thơ đầu tiên Молодость. Năm 1933 in 2 tập: Книга стихов và Стихи и поэмы. Thập niên 1930 Kornilov in nhiều trường ca và đặc biệt là Bài ca gặp gỡ - là tác phẩm nổi tiếng nhất của Kornilov được nhạc sĩ Dmitry Shostakovich phổ nhạc, trở thành biểu tượng của một thời đại.
Giữa thập niên 1930 Kornilov sa vào một cơn khủng hoảng tinh thần và đâm ra nghiện rượu nặng. Năm 1936 bị khai trừ khỏi Hội Nhà văn. Năm 1937, trong cuộc Đại thanh trừng, Kornilov bị bắt tại Leningrad và bị xử bắn ngày 21 tháng 2 năm 1938. Hiện không rõ phần mộ ở đâu. Sau khi chết được phục hồi danh dự và thành viên Hội Nhà văn. Tại thành phố Semyonov có tượng đài và bảo tàng Boris Kornilov, còn ở Nizhny Novgorod có đường phố mang tên ông.

## Tác phẩm
- Молодость, 1928
- Первая книга, 1931
- Стихи и поэмы, 1933
- Новое, 1935
- Триполье // «Звезда», 1935, № 1
- Моя Африка // «Новый мир», 1935, № 3
- Стихотворения и поэмы, 1957, 2-е изд. — 1960
- Стихотворения и поэмы, 1966
- Продолжение жизни, 1972
- Избранное, 1977
- Поэмы, 1984.

## Bài thơ nổi tiếng nhất
| Bài ca gặp gỡ Buổi sáng đón ta bằng luồng hơi mát rượi Sông đó ta bằng ngọn gió của sông. Cô gái tóc xoăn, sao em chẳng vui mừng Với khúc ca vui của còi tầm đang thổi? Em đừng ngủ nữa, thức dậy đi em gái! Trong xưởng máy ngân vang Đất nước thức dậy với niềm vinh quang Đón chào ngày mới. Và niềm vui không dứt đang hát lên Và bài ca đang bước ra gặp gỡ Và nhân dân đang cười vui hớn hở Và mặt trời chào đón đang bước lên. Hùng dũng và nóng bừng Cho anh phấn khích thêm. Đất nước thức dậy với niềm vinh quang Đón chào ngày mới. Tổ lao động đón ta bằng việc làm Hãy mỉm cười với bạn bè em nhé Cùng lao động, cùng chung mối quan tâm Và gặp gỡ, và cuộc đời – phân nửa. Và ở sau miền ngoại ô thành phố Trong ánh lửa và trong tiếng sấm rền Đất nước thức dậy với niềm vinh quang Đón chào ngày mới. Cùng đất nước đi đến miền thắng lợi Em, tuổi trẻ của ta, rồi sẽ đi qua Một khi tuổi trẻ còn chưa đi qua Thì tuổi trẻ với em đón đợi. Thành đám đông vào cuộc đời sẽ chạy Thay thế cha anh mình. Đất nước thức dậy với niềm vinh quang Đón chào ngày mới. Và niềm vui không thể nào giấu nổi Khi mà tiếng trống đang vang lên Những bạn trẻ Tháng Mười sau ta bước lên Hát những bài ca hãy còn ngọng ngịu. Đả đớt và gan dạ Họ bước đi, ngân vang Đất nước thức dậy với niềm vinh quang Đón chào ngày mới. Bằng lời tuyệt vời như vậy Em hãy nói lên sự thật của mình. Ta bước ra với cuộc đời gặp gỡ Với lao động, với tình! Yêu là lỗi lầm chăng, em gái Một khi đang vang lên Đất nước thức dậy với niềm vinh quang Đón chào ngày mới. Bản dịch của Nguyễn Viết Thắng | Песня о встречном Нас утро встречает прохладой, Нас ветром встречает река. Кудрявая, что ж ты не рада Весёлому пенью гудка? Не спи, вставай, кудрявая! В цехах звеня, Страна встаёт со славою На встречу дня. И радость поёт, не скончая, И песня навстречу идёт, И люди смеются, встречая, И встречное солнце встаёт. Горячее и бравое, Бодрит меня. Страна встаёт со славою На встречу дня. Бригада нас встретит работой, И ты улыбнёшься друзьям, С которыми труд и забота, И встречный, и жизнь — пополам. За нарвскою заставою В громах, в огнях, Страна встаёт со славою На встречу дня. И с ней до победного края Ты, молодость наша, пройдёшь, Покуда не выйдет вторая Навстречу тебе молодёжь. И в жизнь вбежит оравою, Отцов сменя. Страна встаёт со славою На встречу дня. И радость никак не запрятать, Когда барабанщики бьют: За нами идут октябрята, Картавые песни поют. Отважные, картавые, Идут, звеня. Страна встаёт со славою На встречу дня. Такою прекрасною речью О правде своей заяви. Мы жизни выходим навстречу, Навстречу труду и любви! Любить грешно ль, кудрявая, Когда, звеня, Страна встаёт со славою На встречу дня. |

## Olga Berggoltsviết về Boris Kornilov
| Buổi tối em đã để mất một lời Gửi B. K Buổi tối em đã để mất một lời Dành riêng cho anh mà em đã nghĩ. Và em lại đã bắt đầu lần nữa Bài ca này – hết giận rồi thương… Rồi thiếp đi trong nước mắt, không tin Điều em thấy trong mơ khi gần sáng Sao anh tìm ra mất mát của em Khi bắt đầu viết bài hát về em. Xin đừng nhìn ngoái lại Ôi, xin đừng nhìn ngoái lại vào tảng băng này vào bóng tối này có ánh mắt ai đang nhìn ở đấy không thể nào không đáp lại ánh mắt đâu. Ngày hôm nay tôi ngoái nhìn … và bỗng thấy: người bạn của tôi đang nhìn từ tảng băng ánh mắt của người bạn tôi sống động vô cùng người duy nhất của tôi – muôn đời, mãi mãi. Chuyện là thế mà tôi đã không biết rằng Tôi đã nghĩ rằng tôi thở bằng người khác Nhưng, tử hình của tôi, niềm vui của tôi, mơ ước tôi chỉ sống được bằng ánh mắt của anh! Tôi vẫn hãy còn chung thủy chỉ với anh và chỉ với điều này tôi vẫn đúng: tôi là vợ anh – với những người còn sống là góa phụ của anh – với tôi và anh. Ngải cứu Tôi mím miệng một cách bướng bỉnh Giữ lại tất cả mọi lời Ngải cứu, ngải cứu, hoa cỏ của tôi Hoa cỏ của tôi đã lớn. Ta đã không thể tha thứ cho nhau bằng hết Mà mọi điều ta lại đã giấu nhau Anh lấy của tôi chiếc khăn màu Giật tung đường viền cạp… Anh làm gì với chiếc khăn đã rách Anh làm gì với những đường viền?... Còn tôi cần gì con tim đã mòn Vì những bước đi trên đất?... Tôi đâu có cần những lời dễ thương Từ những người không yêu, người xa lạ?... Hoa cỏ của tôi, ngải cứu, ngải cứu Nằm trên tất cả mọi con đường… Bản dịch của Nguyễn Viết Thắng | Потеряла я вечером слово Б. К. Потеряла я вечером слово, что придумала для тебя. Начинала снова и снова эту песнь — сердясь, любя... И уснула в слезах, не веря, что увижу к утру во сне, как найдешь ты мою потерю, начиная песнь обо мне. О, не оглядывайтесь назад... О, не оглядывайтесь назад, на этот лед, на эту тьму; там жадно ждет вас чей-то взгляд, не сможете вы не ответить ему. Вот я оглянулась сегодня... Вдруг вижу: глядит на меня изо льда живыми глазами живой мой друг, единственный мой - навсегда, навсегда. А я и не знала, что это так. Я думала, что дышу иным. Но, казнь моя, радость моя, мечта, жива я только под взглядом твоим! Я только ему еще верна, я только этим еще права: для всех живущих - его жена, для нас с тобою - твоя вдова. Полынь Но сжала рот упрямо я, замкнула все слова. Полынь, полынь, трава моя, цвела моя трава. Все не могли проститься мы, все утаили мы. Ты взял платок мой ситцевый, сорвал кусок каймы... Зачем платок мой порванный, что сделал ты с каймой?.. Зачем мне сердце торное от поступи земной?.. Зачем мне милые слова от нелюбых - чужих?.. Полынь, полынь, моя трава, на всех путях лежит... |